# Parafia św. Józefa Robotnika w Wałbrzychu
Parafia św. Józefa Robotnika w Wałbrzychu – rzymskokatolicka parafia znajdująca się w dekanacie wałbrzyskim północnym, w diecezji świdnickiej.
Została erygowana w 1972 r. Obejmuje północno-wschodnią część osiedla Piaskowa Góra.

## Proboszczowie
- ks. prał. Jan Pryszczewski (1972–2011)[1]
- ks. Witold Baczyński (od 2011)